# Cathédrale de Brecon
La cathédrale de Brecon est un édifice religieux, siège du diocèse de Swansea et Brecon au pays de Galles.

## Historique
Église d'un prieuré fondé vers 1100 par Bernard de Neufmarché, conquérant normand de la région, et dissout comme tous les monastères sous Henry VIII en 1538, le bâtiment devint alors une église paroissiale dépendant du diocèse de St David's. Après la séparation de l'Église anglicane et de l'État au pays de Galles (1920), il est devenu le siège d'un nouveau diocèse « de Swansea et Brecon » en 1923.
Ces dernières années, certains des bâtiments de la cathédrale ont été convertis en un centre diocésain, un centre du patrimoine et d'exposition, avec une boutique et un restaurant pour les pèlerins.

## Architecture
Le bâtiment actuel, édifié vers 1215, est de style gothique.

## Source
- (en) Cet article est partiellement ou en totalité issu de l’article de Wikipédia en anglais intitulé « Brecon Cathedral » (voir la liste des auteurs).